# ثكنات القس داكاو

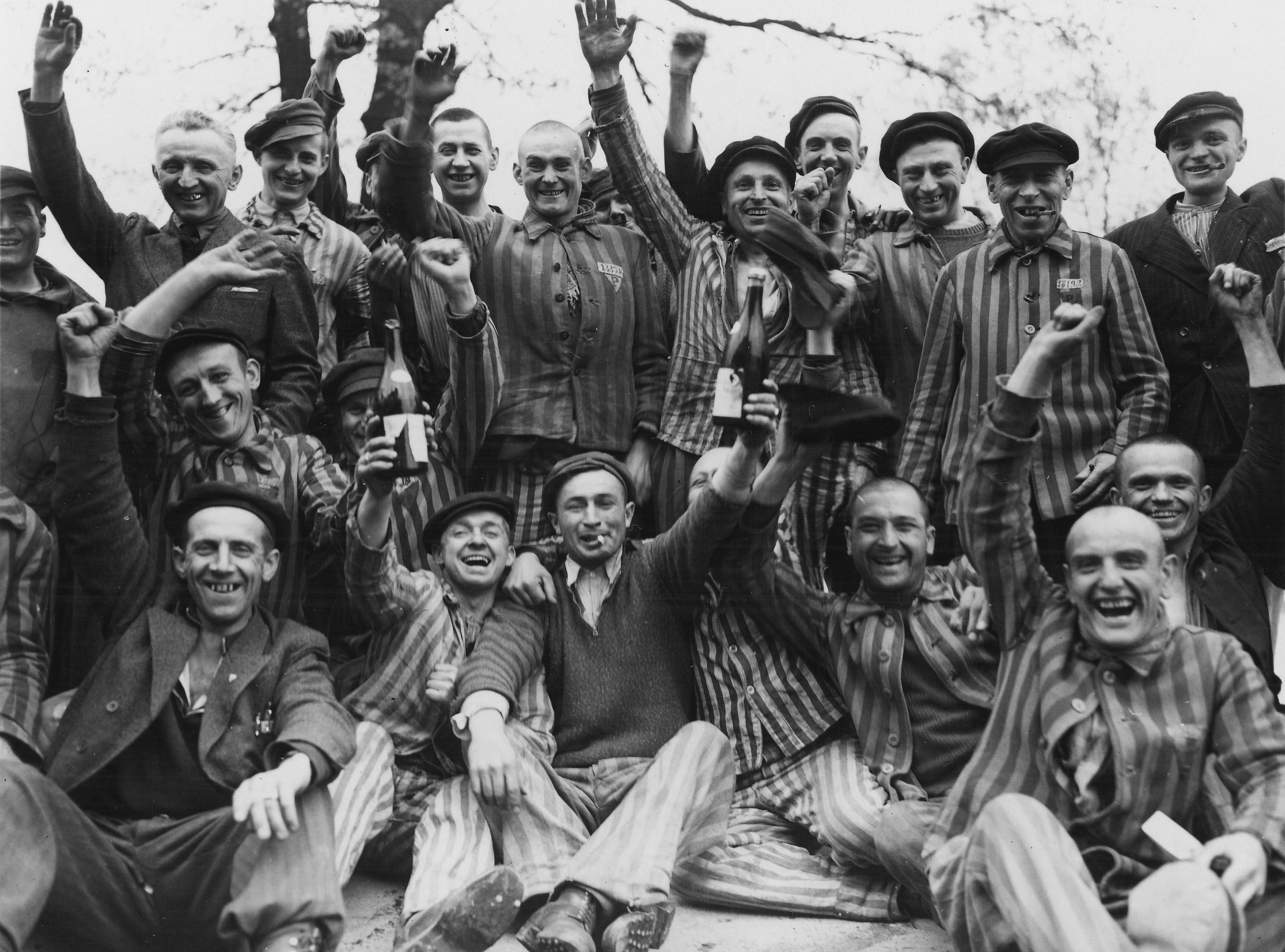
السجناء البولنديون في داخاو نخب تحررهم من المعسكر. يشكل البولنديون أكبر مجموعة عرقية في المخيم وأكبر نسبة من السجناء في ثكنات القس داخاو.

ثكنات القس داكاو (باللغة الألمانية Pfarrerblock، أو Priesterblock) المسجونين رجال الدين الذين عارضوا النظام النازي لأدولف هتلر. من ديسمبر 1940، أمرت برلين بنقل السجناء الدينيين المحتجزين في معسكرات أخرى، وأصبح داكاو مركزًا لسجن رجال الدين. من إجمالي 2720 رجل دين تم تسجيلهم على أنهم سجناء في داكاو، كان 2.579 (أو 94.88 ٪) من الروم الكاثوليك. من بين الطوائف الأخرى، كان هناك 109 بروتستانت و22 أرثوذكس يونانيين و8 كاثوليك قديمين وماريافي و2 مسلمين. كان أعضاء الجمعية الكاثوليكية ليسوع (اليسوعيون) أكبر مجموعة بين رجال الدين المسجونين في داكاو.

## خلفية

### معسكر داخاو

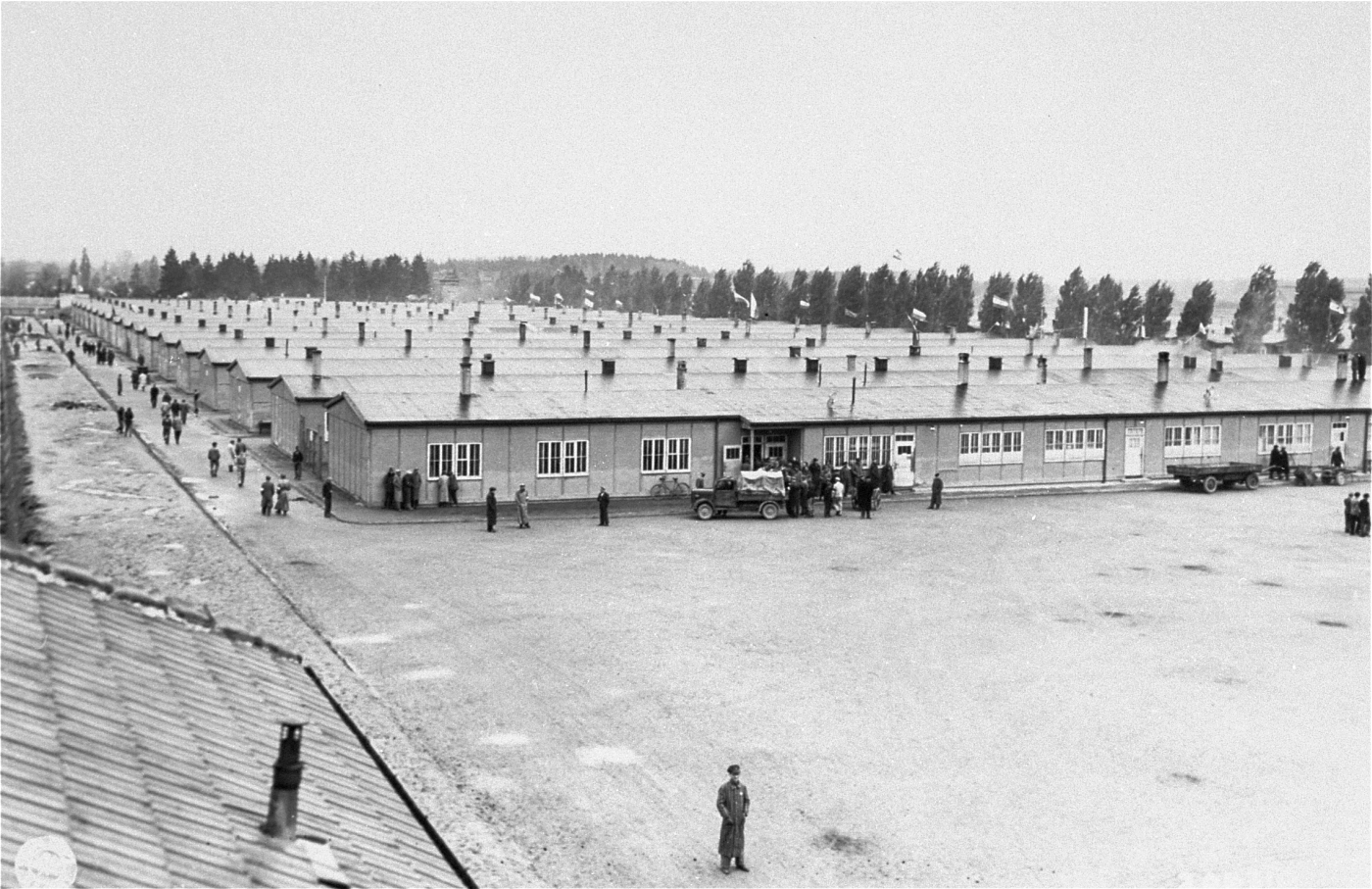
ثكنات سجناء معسكر الاعتقال داكاو.

تأسس داكاو في مارس 1933 كأول معسكرات الاعتقال النازية. كان داكاو بشكل رئيسي معسكرًا سياسيًا، بدلاً من معسكر إبادة، ولكن من حوالي 160.000 سجين تم إرسالهم إلى معسكره الرئيسي، تم إعدام أكثر من 32000 أو ماتوا بسبب المرض أو سوء التغذية أو الوحشية. تم استخدام سجناء داكاو كخنازير غينيا في التجارب الطبية النازية. تم إرسال المرضى إلى هارثيم ليقتلوا (مؤطرًا باسم «القتل الرحيم» في برنامج تي4).
جنبا إلى جنب مع الكهنة، تم سجن السجناء السياسيين الآخرين بما في ذلك الاشتراكيين الديمقراطيين والشيوعيين واليهود والغجر وشهود يهوه والمثليين جنسيا في داكاو.

### صراع الكنيسة
قبل تصويت الرايخستاغ لقانون التمكين الذي بموجبه اكتسب هتلر السلطات الديكتاتورية «المؤقتة» التي ذهب إليها لتفكيك جمهورية فايمار بشكل دائم، وعد هتلر الرايخستاغ في 23 مارس 1933، بأنه لن يتدخل في حقوق الكنائس. ومع ذلك، مع تأمين السلطة في ألمانيا، كسر هتلر هذا الوعد بسرعة.   قسم الكنيسة اللوثرية (الطائفة البروتستانتية الرئيسية في ألمانيا) وحرض على اضطهاد وحشي لشهود يهوه.  شوه كونكوردات موقعة مع الفاتيكان وسمح باضطهاد الكنيسة الكاثوليكية في ألمانيا.   كانت الخطة طويلة المدى هي «نزع المسيحية عن ألمانيا بعد النصر النهائي». اختار النازيون مصطلح جلايش شالتونج ليعني التوافق والخضوع لخط حزب العمال الألماني الاشتراكي الوطني: «لم يكن هناك قانون سوى هتلر».  غضون فترة قصيرة، أصبح صراع الحكومة النازية مع الكنائس مصدرًا لمرارة كبيرة في ألمانيا. 